# Petit Paris (Oostende)

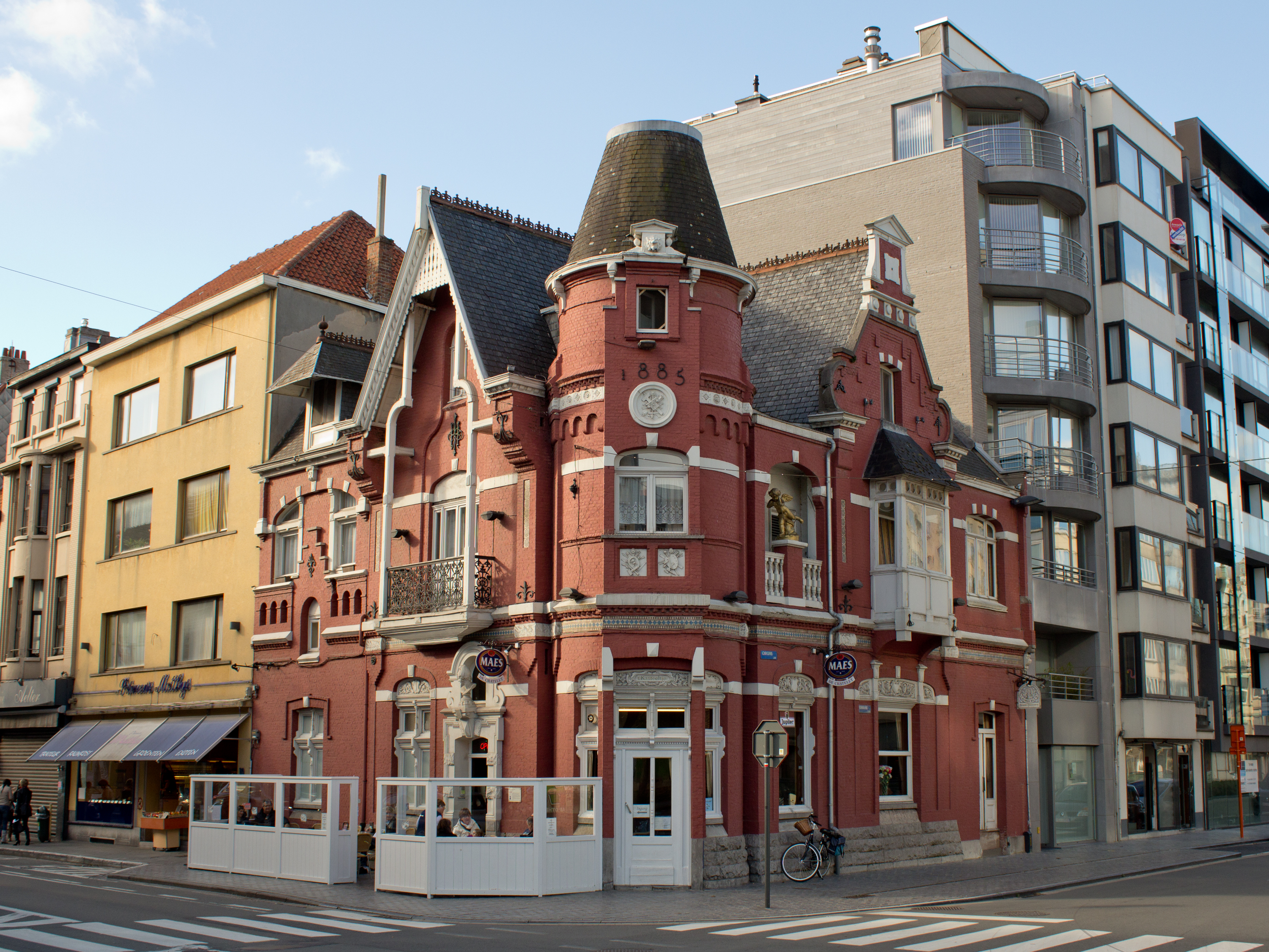
t Châteletje op de hoek van de Nieuwpoortsesteenweg en Koninginnelaan

Petit Paris (Klein Parijs) is een belangrijk kruispunt in de stad Oostende dat gevormd wordt door de kruising van drie assen:
- de Torhoutsesteenweg in NNO-ZZW richting
- de Koninginnelaan in NW-ZO-richting
- en de Nieuwpoortsesteenweg en Alfons Pieterslaan in ZW-NO-richting.

Op het kruispunt komen dus zes straten uit. In het midden bevindt zich een driehoekig pleintje.
Petit Paris is enkel een plaatsnaam en dus geen naam van een straat of plein.
In 2015 werd gestart met de heraanleg van het kruispunt.

## Gebouwen
Op Petit Paris bevinden zich diverse handelszaken waaronder enkele cafés, een filiaal van een bank, een apotheek en enkele voedingswinkels.
Het meest markante gebouw is het café Le Châtelet, in Oostende beter gekend als 't Châteletje, gelegen op de hoek van de Koninginnelaan en de Nieuwpoortsesteenweg. Het gebouw dat sinds 14 januari 1994 beschermd is, is een unieke getuige van de vakantiearchitectuur uit de tijd van het mondaine en elitaire toerisme. Het interieur werd grotendeels behouden en is eclectisch van stijl. Het gebouw zou dateren uit 1885 en was vroeger ook een hotel.
Een ander opmerkelijk maar ondertussen (in 2012) afgebroken gebouw bevond zich op de hoek van de Torhoutsesteenweg en de Alfons Pieterslaan. Het betrof een belle-époquepand met op de benedenverdieping een café-brasserie. Op de gevel bevond zich bovendien het opschrift Petit Paris.